# Кримонт, Джозеф Рафаэль Джон
Джозеф Рафаэль Джон Кримонт (англ. Joseph Raphael John Crimont; 2 февраля 1858, Ферьер, Французская империя — 20 мая 1945, Джуно, Территория Аляска, США) — прелат Римско-католической церкви, член Общества Иисуса, 1-й апостольский викарий Аляски, 2-й титулярный епископ Аммедары.

## Биография
Жозеф-Рафаэль-Жан Кремон, или Джозеф Рафаэль Джон Кримонт родился в Феррьер, во Французской империи 2 февраля 1858 года. 28 августа 1888 года он был рукоположен в сан священника. 2 февраля 1894 года вступил в Общество Иисуса. В 1901 году был назначен ректором иезуитского семинарского колледжа Гонзага в Спокане.
Папа Пий X номинировал его в третьи апостольские префекты Аляски 28 марта 1904 года. С 1904 по 1907 год его местом пребывания был город Джуно, а с 1907 по 1911 год — город Фэрбанкс. Затем он вернул резиденцию в Джуно. Занимался активной миссионерской и пастырской деятельностью. Много путешествовал по Аляске, посещая даже в зимнее время года дальние приходы и общины.
22 декабря 1916 года апостольская префектура Аляски была преобразована в апостольский викариат. Папа Бенедикт XV назначил его титулярным епископом Аммедары и первым апостольским викарием Аляски 15 февраля 1917 года. Епископскую хиротонию 25 июля 1917 года в соборе Святого Иакова в Сиэтле совершил архиепископ Александр Кристи, которому сослужили епископы Эдвард Джон О’Ди и Августин Фрэнсис Шиннер. Его девизом стало: «Во имя Иисуса». На своём епископском гербе Джозеф Рафаэль Джон Кримонт изобразил розу в честь французской монахини-кармелитки Терезы из Лизьё. После её канонизации в Риме в 1925 году, на которой он присутствовал лично, апостольский викариат Аляски избрал эту святую своей небесной покровительницей. Впоследствии роза стала неотъемлемой частью гербов всех католических епископов Аляски.
Несмотря на преклонный возраст, Джозеф Рафаэль Джон Кримонт продолжал активную миссионерскую деятельность, значительно увеличив число приходов и общин. При нём на Аляске появились учебные заведения для мальчиков под руководством иезуитов и для девочек под руководством урсулинок.
В 1937 году он снова посетил Рим, где был принят на аудиенции у римского папы. В следующем году обратился к Святому Престолу с просьбой назначить ему коадъютора с правом наследования. Его просьба была удовлетворена. Папа Пий XI 14 декабря 1938 года номинировал Уолтера Джеймса Фицджеральда, ректора иезуитского семинарского колледжа Гонзага в Спокане и провинциального настоятеля Общества Иисуса в Орегоне, в помощники апостольского викария. 24 февраля 1939 года он совершил над ним епископскую хиротонию. Уолтер Джеймс Фицджеральд стал коадъютором апостольского викария Аляски и титулярным епископом Тимбриады.
Джозеф Рафаэль Джон Кримонт умер в Джуно 20 мая 1945 года. Он был похоронен в склепе под часовней в церкви Святой Тереза близ Джуно. После его смерти, губернатор территории Аляска Эрнетс Генри Грининг назвал покойного епископа великим человеком и приказал на три дня приспустить государственные флаги по всей Аляски.